# یارلی
یارلی (به لاتین: Yarly) یک منطقه مسکونی در جمهوری آذربایجان است که در شهرستان جلیل‌آباد واقع شده است.